# 북항로 (부산)
북항로(北港路, 영어: Bukhang-ro)는 부산광역시 남구 용당동에서 감만동까지 이르는 부산광역시도로, 총 연장은 2.191 km이다. 도로명은 남구와 영도구를 이어주는 부산항대교 건설 예정 도로라는 이름에서 명명되었다.

## 역사
- 2009년 12월 24일 : 도로명으로 북항로를 고시

## 지리

### 주요 경유지
- 남구
  - 용당동 - 감만1동

### 접촉하는 도로
- 신선로 (부산광역시도 제66호선)

### 주변 시설
- 감만동측부두 (북항로 17/용당동 168-13)
- CJ대한통운 (북항로 59/감만동 624)
- 허치슨 감만 컨테이너 터미널 (북항로 71/감만동 624)
- 신선대역 (북항로 97/감만동 254-73)
- S-OIL 굿오일주유소 부산지점 (북항로 108/감만동 254-98)
- 일성세차장 (북항로 116/감만동 254-68)
- 금호타이어 (북항로 120/감만동 254-68)
- ㈜한진 감만동 택배터미널 (북항로 132/감만동 521-10)
- 감만부두 공용관리㈜ (북항로 133/감만동 624)
- 북항아이브릿지㈜ 관리사무소 (북항로 176/감만동 254-16)
- 동부감만CFS (북항로 179/감만동 626)
- 동부부산컨테이너터미널 (북항로 191/감만동 626)